# Логвинов, Виктор Николаевич
Ви́ктор Никола́евич Ло́гвинов (31 декабря 1948, Москва, РСФСР, СССР — 1 января 2021, Москва, Россия) — советский и российский архитектор и публицист, заслуженный архитектор России, Член-корреспондент РААСН, действительный член Международной академии архитектуры.
Вице-президент Союза архитекторов России, президент Союза московских архитекторов, руководитель акционерного общества «Архитектурный центр» и мастерских общества с ограниченной ответственностью «Творческая мастерская архитектора Логвинова».
Обладатель двух золотых дипломов (2007, 2015) и серебряного знака (2012), международного архитектурного фестиваля «Зодчество», лауреат премии «Золотое сечение» в номинации «Честь и достоинство» (2015) и национальной премии «Эко-устойчивость» (2015).
Автор более 80 проектов и построек, 17 премированных российскими и международными творческими конкурсами проектов, 50 публикаций и научных работ на тему архитектурно-градостроительного права и 4 патентов в области строительства.

## Биография
Родился 31 декабря 1948 года в Москве. Окончил архитектурно-строительный техникум. Начал трудовую деятельность в управлении «Моспроект-2», затем перешёл в мастерскую № 2 УП ОПЖР. Без отрыва от работы учился на вечернем отделении Московского архитектурного института, которое окончил в 1976 году, защитив диплом на «отлично».
С 1987 года — член, а в 2001—2012 годах — президент Союза московских архитекторов.
В 2002 году стал лауреатом, в 2012-м — обладателем серебряного знака, а в 2007-м и 2015 годах — золотого диплома международного архитектурного фестиваля «Зодчество». В 2012 году стал лауреатом фестиваля «Зелёный проект», а в 2015 году — обладателем премий «Золотое сечение» (в номинации «Честь и достоинство») и «Эко-устойчивость».
Скончался от болезни в Москве 1 января 2021 года.

## Проекты
Среди проектов Логвинова можно выделить:
- микрорайон «Северное Чертаново» (ранее — экспериментальный жилой район «Чертаново Северное») (РФ, г. Москва, ЮАО, р-н Чертаново Северное)[2][3][9];
- санаторий «Арзми» (РФ, Краснодарский край, г. Геленджик)[2][3];
- пансионат «Сосновая роща» (РФ, Краснодарский край, г. Геленджик)[2][3];
- Дом творчества кинематографистов (РФ/Украина, Респ. Крым/АРК, г. Алушта)[2][3];
- жилой комплекс и административно-деловой центр (РФ, г. Москва, СЗАО, р-н Хорошёво-Мнёвники, Карамышевская наб.)[2][3]:
  - жилой дом переменной этажности (РФ, г. Москва, СЗАО, р-н Хорошёво-Мнёвники, Карамышевский пр-д, вл. 66)[7];
  - административно-деловой центр (РФ, г. Москва, СЗАО, р-н Хорошёво-Мнёвники, Карамышевский пр-д, вл. 68) и др.[7];
- три жилых дома (РФ, Московская обл., г. Химки, ул. Библиотечная)[7];
- административно-офисный корпус № 3 (РФ, Московская обл., г. Химки, ул. Панфилова)[7].

## Награды
- Почётное звание «Заслуженный архитектор Российской Федерации»[2][4][5][6];
- Золотой диплом международного архитектурного фестиваля «Зодчество» (2007, 2015)[7];
- Серебряный знак международного архитектурного фестиваля «Зодчество» (2012)[7];
- Премия «Золотое сечение» в номинации «Честь и достоинство» (2015)[7];
- Премия «Эко-устойчивость» (2015)[7].